# Zenodorus arcipluvii
Zenodorus arcipluvii là một loài nhện trong họ Salticidae.
Loài này thuộc chi Zenodorus. Zenodorus arcipluvii được Elizabeth Maria Gifford Peckham & George William Peckham miêu tả năm 1901.